# Albert Rivaud
Pour les articles homonymes, voir Rivaud.
Albert Rivaud, né le 14 mai 1876 à Nice (Alpes-Maritimes) et mort le 15 septembre 1956 à Bourges (Cher), est un professeur de philosophie et homme politique français, ministre de l'Éducation nationale dans le premier gouvernement Pétain, du 16 juin au 12 juillet 1940.

## Biographie

### Études et vie privée
Albert Georges Emmanuel Rivaud naît le 14 mai 1876 à Nice. Son pères, Georges Rivaud (né en 1844) a été sous-préfet dans les Pyrénées (Hautes-Pyrénées puis Pyrénées-Orientales), de la Charente, du Calvados, et, enfin, du Rhône. Son grand-père paternel est chef de division à la préfecture de la Vienne.
Il suit ses études secondaires dans plusieurs lycées : de celui d'Angoulême, il passe à celui de Caen, de Nantes, et enfin de Lyon. Il obtient une licence de lettres en 1895 à l'université de Lyon, puis une licence de droit en 1896, et une licence de sciences en 1897.
Il est reçu premier à l'agrégation de philosophie (1900). Il obtient ensuite un doctorat ès lettres en 1906.
Il se marie avec Gabrielle Solange Barilleau, fille du professeur de droit de l'université de Poitiers, Charles Barilleau. Ils n'ont pas d'enfant.

### Parcours professoral
Il commence sa carrière professorale comme professeur de philosophie au lycée de Laval en 1900. Il postule et obtient un poste de maître de conférences à la faculté de lettres de l'université de Rennes en 1902, puis de l’université de Poitiers en 1907. Il enseigne à l'École de guerre, où Philippe Pétain est l'un de ses étudiants.
Parallèlement à ces années d'enseignement, il signe de nombreuses éditions des philosophes classiques, particulièrement de Platon. En 1927 il succède à Léon Brunschvicg à la chaire de philosophie de la Sorbonne.
Durant l'entre-deux-guerres, il donne des cours à l'École libre des sciences politiques (à partir de 1920), où il prend la suite de Lucien Lévy-Bruhl. Il devient membre de l'Académie des sciences morales et politiques en 1939. Il publie de nombreux articles dans le quotidien Le Journal des débats, dans La Revue des deux mondes, et dans l'hebdomadaire financier Le Capital. Il collabore activement au Cercle Fustel de Coulanges contre l'école publique et son idéologie républicaine. Il y collabore jusqu'à sa mort.

### Parcours politique
Il est connu avant-guerre pour ses études sur l'Allemagne, qu'il perçoit très tôt comme un pays instable et menaçant pour la France. Il préconise alors un redressement et l'alliance franco-anglaise pour faire face aux Allemands. 
Il accepte la charge de ministre de l'Éducation nationale après la défaite de 1940. Il prend son poste le 16 juin, à la suite de la nomination de Philippe Pétain à la présidence du Conseil par Albert Lebrun. Il évoque une réforme scolaire, qui est la suite de ses prises de position au cercle Fustel de Coulanges. Il est toutefois exclu du gouvernement dès le 12 juillet, à la demande des Nazis.
Il est démis de toutes ses fonctions officielles à la Libération fin 1944, mais en 1946, la Haute cour lui accorde un non-lieu et en 1947 le relève de l'indignité nationale « pour avoir accompli des actes de résistance »,. Son non-lieu est dû à son rôle dans la formation d'officiers de renseignement dans le but de reconstituer une armée française de libération nationale durant la guerre.  
En 1944 l'historien et résistant Marc Bloch l'attaque dans un article de la revue clandestine Les Cahiers politiques à propos d'un de ses articles paru en 1943 dans la Revue universelle sur l'enseignement de la philosophie. 
Il continue à s'exprimer dans La Revue des deux mondes, fief de la droite académique. Il milite pour la libération de Charles Maurras et est membre en 1955-56 du comité du centenaire du maréchal Pétain, mis en place par l'Association pour défendre la mémoire du maréchal Pétain.
Il meurt le 15 septembre 1956 à Bourges,.

## Écrits
- Les notions d'essence et d'existence dans la philosophie de Spinoza, Éditions Félix Alcan, 1905
- Le problème du devenir et la notion de la matière dans la philosophie grecque depuis les origines jusqu'à Théophraste., Éditions Félix Alcan, 1906
- Platon (trad. Albert Rivaud), Timée ; suivi de Critias, vol. no 10, Paris, Les Belles Lettres, coll. « Collection des universités de France », 1925, 274 p.
- Études platoniciennes, J. Gamber, 26 pages, 1928
- Les Grands courants de la pensée antique, Éditions Armand Colin, 1929 (réimpr. 1938, 1953)
- Les crises allemandes (1919-1931), Éditions Armand Colin, 1932, 218 p., in-12
- L'obsession de la guerre en Allemagne, S. A. P. E., 62 pages, 1933, Les Cahiers du Redressement Français, 2e série n° 10.
- L'Éducation et l'idée de patrie. Préface d'Abel Bonnard, Études de H. Carteron, Olivier Pozzo di Borgo, A. Rivaud, H. Boegner, S. Jeanneret, Librairie de l'Arc, 1936.
- Le relèvement de l'Allemagne, 1918-1938, Éditions Armand Colin, 1939 (réimpr. 1940), prix Antoine-Girard de l'Académie française.
- La France De L'Esprit, Broché – 1943, écrits d'Albert Rivaud, Gustave Thibon, Daniel Halévy, Marcel Arland, Charles Maurras.
- Histoire de la philosophie, Presses universitaires de France, 1948 (réimpr. 1960)

Préfaces
- Le Maréchal Pétain. L'Éducation nationale : Avec une introduction sur L'esprit d'une éducation nouvelle par M. Albert Rivaud, Avant-propos par Gabriel Louis-Jaray, - 1941
- Albert Ehm, Éducation et culture : Problèmes actuels. Préface de M. Albert Rivaud – 1942
- Henry Lémery, De la paix de Briand à la guerre de Hitler, Préface de M. Albert Rivaud  – 1949